# 160556 Greenaugh
160556 Greenaugh è un asteroide della fascia principale. Scoperto nel 1998, presenta un'orbita caratterizzata da un semiasse maggiore pari a 2,724958 UA e da un'eccentricità di 0,256132, inclinata di 17,294876° rispetto all'eclittica.